# Corucia zebrata
Corucia zebrata é uma espécie de lagarto da família Scincidae. Trata-se da única espécie no gênero Corucia e habita as Ilhas Solomao. De hábitos arborícolas e cauda preênsil, esses lagartos são gigantes em comparação aos outros membros da família, podendo chegar a 65 centímetros de comprimento. Sua dieta é herbívora e constitui-se de frutas e verduras. Vivem em grupos familiares pequenos.

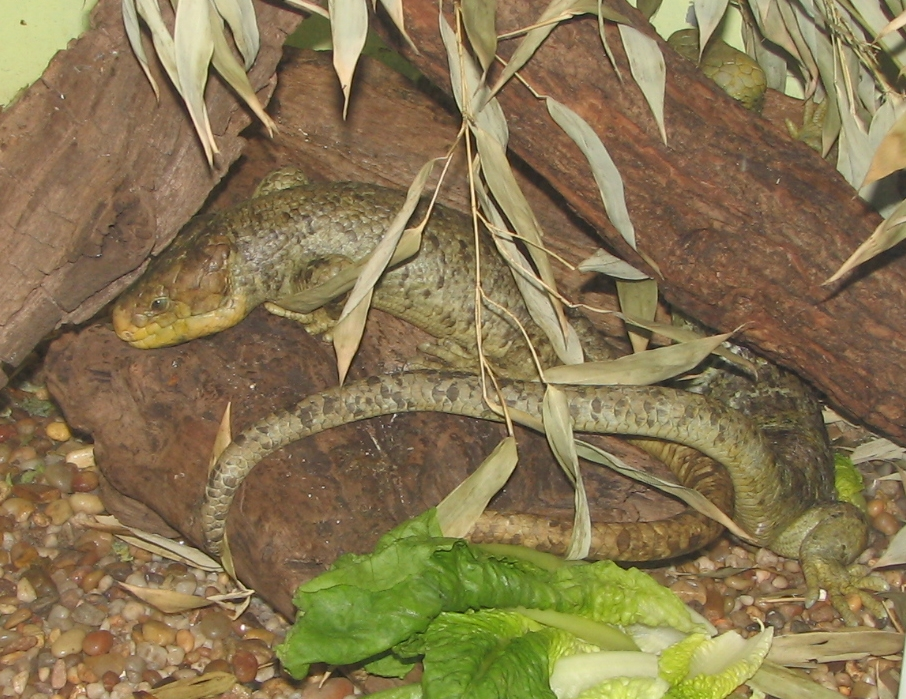

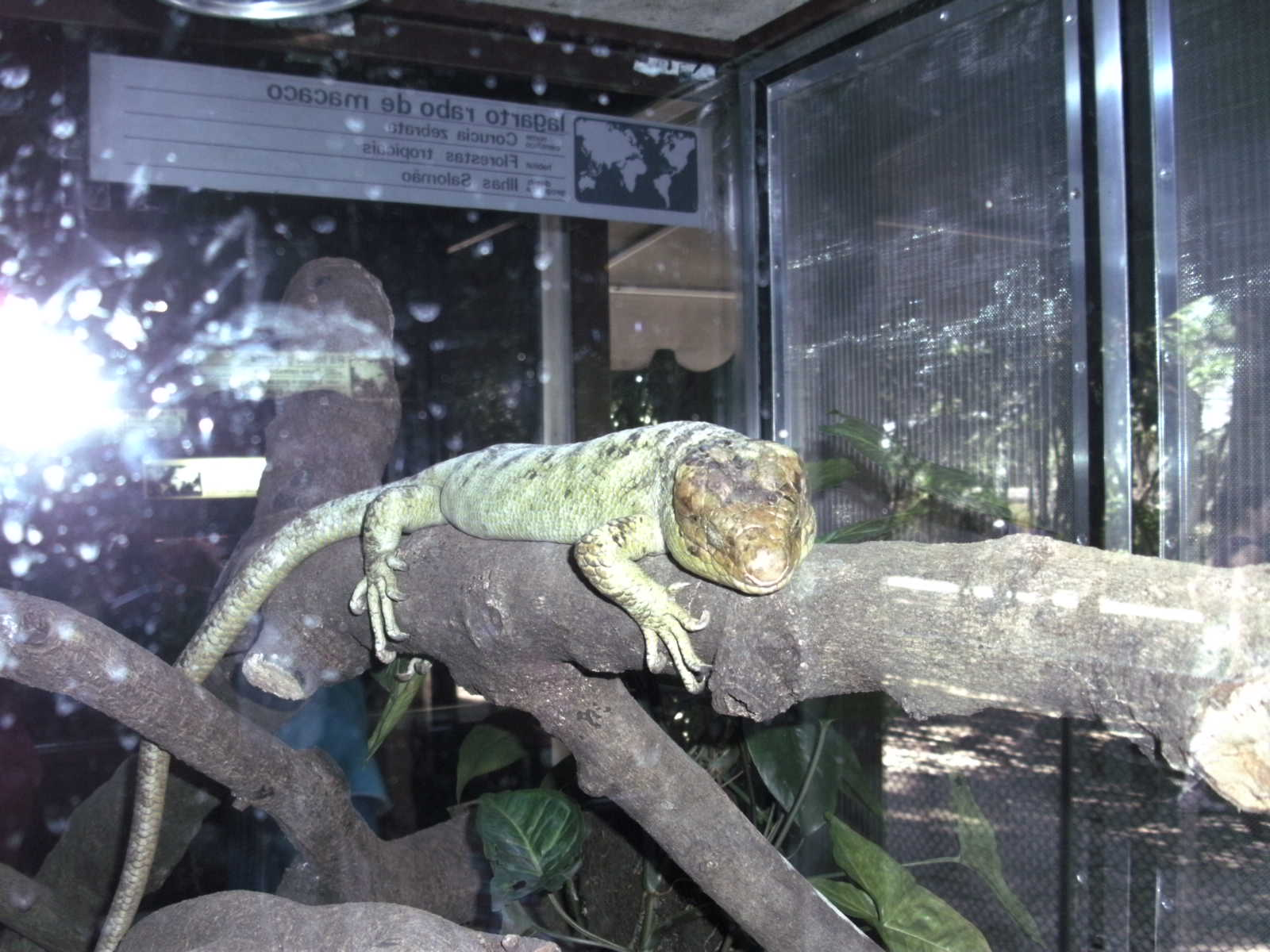